# Bandera de Bielorrusia
La bandera de Bielorrusia (en bielorruso: Сцяг Беларусі, Stsiah Bielarusi; en ruso: Флаг Беларуси, Flag Belarusi) fue formalmente adoptada el 7 de junio de 1995 como resultado del referéndum en el que participó el pueblo bielorruso durante el mes anterior. Este diseño sustituyó a la bandera usada por la República Popular Bielorrusa de 1918, antes de que Bielorrusia se convirtiera en una república soviética, y que también usó el país tras recuperar su independencia en 1991. La enseña actual es una modificación de la bandera de 1951 que se empleaba cuando el país era una república de la Unión Soviética. 
Algunos grupos han continuado usando la bandera blanca y roja, pese a que su muestra en público se ha visto restringida por el gobierno de Bielorrusia por su asociación con el colaboracionismo nazi durante la Segunda Guerra Mundial. Esta bandera se muestra en manifestaciones contra el gobierno y también la usan ciertos grupos de la diáspora bielorrusa.

## Diseño
Esta es la descripción de la bandera nacional de Bielorrusia según el decreto del 7 de junio de 1995:

La bandera nacional es un paño rectangular que consiste en dos franjas longitudinales: una franja superior roja y una inferior verde que ocupan dos terceras partes y una tercera parte de la anchura de la bandera, respectivamente. Un diseño vertical decorativo bielorruso de colores rojo sobre blanco, que ocupa un noveno de la longitud, está colocado sobre el asta. La proporción entre anchura y longitud es de 1:2. La bandera se fija en una asta pintada en oro (ocre).

La bandera apenas difiere de la de la RSS de Bielorrusia: solo faltan la hoz y el martillo y la estrella roja, y se invierten los colores rojo y blanco del patrón de la zona del asta. El rojo de la bandera representa la historia de Bielorrusia, como color que usaron las fuerzas del país en la batalla de Grunwald y el Ejército Rojo en sus combates contra la Alemania nazi durante la Segunda Guerra Mundial, y el verde representa las aspiraciones de futuro y la multitud de bosques presentes en el país.
En adición al decreto de 1995, el Comité Estatal de estandarización de la República de Bielorrusia emitió en 2008 el documento "STB 911-2008: Bandera nacional de la República de Bielorrusia" que proporciona las especificaciones técnicas de la bandera nacional como, por ejemplo, los detalles de los colores y del diseño ornamental. Este último ocupa 1/12 parte de la longitud de la bandera. En la parte cercana al asta hay una fina línea roja que separa la bandera de la manga usada para fijar la bandera al asta. La anchura de esta línea es de 1/21 parte de la franja blanca que contiene la ornamentación.

Esquema de diseño de la bandera de Bielorrusia.

### Colores

Bandera de Bielorrusia con las tonalidades usadas entre 1995 y 2012.

Los colores de la bandera nacional están regulados en el documento "STB 911-2008: Bandera nacional de la República de Bielorrusia", emitido por el Comité Estatal de estandarización de la República de Bielorrusia en 2008. Los colores son denominados según el patrón colorimétrico CIE D65. La edición de 2000 del Album des pavillons nationaux et des marques distinctives del Servicio Hidrográfico y Oceanográfico de la Marina francés dio una estimación de los colores que les corresponden en el sistema identificación de color de Pantone.
| Color                                                                        | Coordenada de color | Coordenada de color | Y10        |
| Color                                                                        | x10                 | y10                 | Y10        |
| ---------------------------------------------------------------------------- | ------------------- | ------------------- | ---------- |
| Rojo                                                                         | 0.553 ± 0.010       | 0.318 ± 0.010       | 14.8 ± 1.0 |
| Verde                                                                        | 0.297 ± 0.010       | 0.481 ± 0.010       | 29.6 ± 1.0 |
| Pantone (no oficial)                                                         |                     |                     |            |
| Album 2000                                                                   | 1795 C Rojo         | 370 C Verde         | Seguro     |
| Guía de protocolo de los Juegos Olímpicos de Pekín 2008 – Manual de banderas | 032 Rojo            | 355 Verde           | Seguro     |

### Patrón decorativo

El diseño decorativo blanco y rojo.

Un diseño decorativo, diseñado en 1917 por Matrena Markévich, se muestra en la parte que cuelga del asta de la bandera (y previamente en la bandera de 1951). El patrón es de un tipo tradicional comúnmente utilizado en Bielorrusia que es derivado de plantas y flores locales. Estos patrones se emplean en ocasiones en prendas de ropa, pero se pueden ver principalmente en el tradicional rushnik, un paño tejido tradicional que se usa en servicios religiosos, funerales y otras funciones sociales. Un ejemplo de su uso podría ser un anfitrión ofreciendo a sus invitados pan y sal servidos sobre un rushnik. En la bandera actual, la decoración simboliza el pasado cultural y la unidad actual del país.

## Protocolo

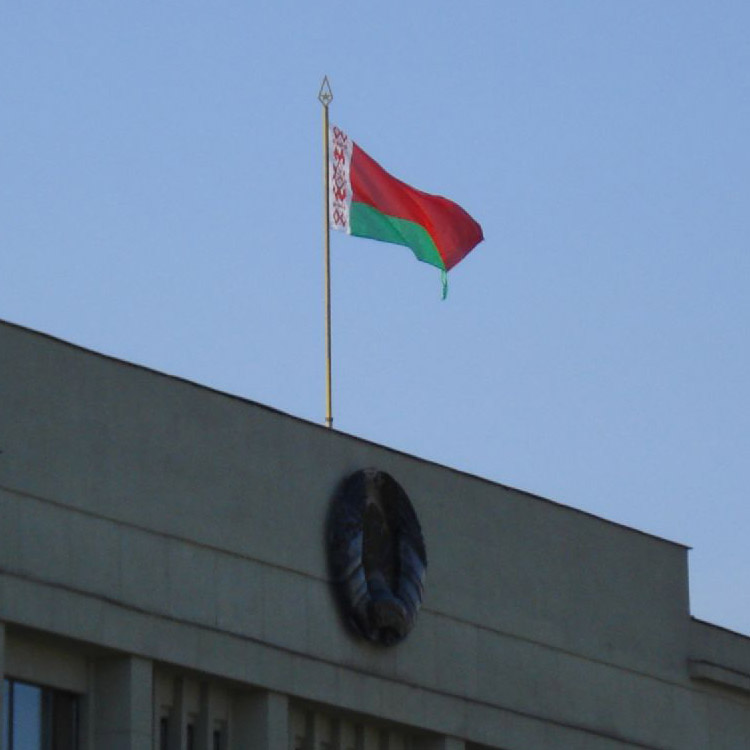
La bandera ondeando en un edificio gubernamental de Minsk.

Por ley, la bandera bielorrusa tiene que ondear diariamente –si el tiempo lo permite– en los siguientes emplazamientos:
- Asamblea Nacional de Bielorrusia
- Consejo de Ministros de Bielorrusia
- Tribunales de Bielorrusia y oficinas de cuerpos ejecutivos y administrativos locales
- Edificios donde se llevan a cabo sesiones de consejos de diputados locales
- Bases militares o barcos militares que pertenecen al gobierno
- Edificios usados por diplomáticos bielorrusos

La bandera de Bielorrusia también se hace ondear en las siguientes ocasiones:
- Sesiones de cuerpos ejecutivos y administrativos locales
- Lugares de votación
- Estadios y pabellones deportivos durante competiciones (no obstante el Comité Olímpico Internacional tiene sus propias reglas sobre el protocolo de banderas)

La bandera también se muestra en vehículos utilizados por los diplomáticos bielorrusos y varios cargos del gobierno, tales como el presidente o el primer ministro.
La ley permite que la bandera se utilice en ocasiones especiales tales como exequias y festividades y puede ser usada por varios grupos de personas como por ejemplo organizaciones públicas, empresas y organizaciones no gubernamentales. Estas directrices fueron publicadas en el mismo decreto por el que se creó la bandera bielorrusa. El 15 de mayo fue declarado Día del Escudo y la Bandera de Bielorrusia (День Государственного герба и Государственного флага Республики Беларусь). La bandera nacional ha sido incorporada a la insignia de la unidad de guardia de las Fuerzas Armadas del país. La relación de anchura de la bandera estatal con respecto a la longitud del mástil tiene que ser de un mínimo de 1 a 3.

## Banderas históricas

### Bandera soviética de 1951

Bandera de la RSS de Bielorrusia (1951-1991).

La bandera de la República Socialista Soviética de Bielorrusia fue adoptada por decreto el 25 de diciembre de 1951. Se modificó ligeramente en 1956, al especificarse los detalles de fabricación para la estrella roja y para la hoz y el martillo dorados. Tenía una proporción de longitud a anchura de uno a dos (1:2), como la bandera de la Unión Soviética y las de las otras catorce enseñas de las repúblicas de la Unión Soviética. La parte principal era roja, representando la Revolución de Octubre, y el resto era verde, representando los bosques bielorrusos. Un patrón de blanco sobre rojo decoraba la parte izquierda y en la esquina superior del mismo lado, sobre la porción roja, se añadieron la hoz y el martillo en oro junto con la silueta de una estrella roja encima. El martillo representaba al trabajador y la hoz al campesino; según la ideología soviética, estos dos símbolos se entrecruzaban, representando así la cooperación entre las dos clases. La estrella roja, un símbolo muy común en partidos comunistas, se decía que representaba los cinco grupos sociales (trabajadores, juventud, campesinos, militares y académicos), los cinco continentes conocidos o bien los cinco dedos de la mano de un trabajador. Tanto la estrella, como la hoz y el martillo, no se representaban en ocasiones en el dorso de la bandera. Las especificaciones finales fueron determinadas en el artículo 120 de la Constitución de la República Socialista Soviética de Bielorrusia, y son bastante similares a la bandera bielorrusa actual.

### Banderas anteriores de la era soviética
Antes de 1951, y a partir de la Revolución, se usaron varias banderas. La primera de todas era completamente roja y estuvo vigente en 1919 durante la existencia de la República Socialista Soviética Lituano-Bielorrusa. Tras la formación de la República Socialista Soviética de Bielorrusia se añadieron las siglas ССРБ (SSRB) en oro en la parte superior izquierda de la bandera; este diseño se estableció en la primera constitución del país. Se modificó posteriormente en la Constitución de 1927, en la cual se cambiaron las siglas por БССР (BSSR), permaneciendo el resto del diseño igual. La enseña se cambió de nuevo en 1937, cuando se añadieron la estrella roja, la hoz y el martillo sobre las letras; además, se determinó formalmente por primera vez la proporción de 1:2. Esta bandera se mantuvo en uso hasta la adopción de la del año 1951.

Bandera adoptada en 1919
Bandera en uso entre 1919 y 1927
Bandera en uso entre 1927 y 1937
Bandera en uso entre 1937 y 1951

### La bandera blanca-roja-blanca

Antigua bandera en uso en 1918, de manera no oficial en Bielorrusia Occidental hasta 1939, entre 1942 y 1944 bajo la ocupación alemana y de nuevo entre 1991 y 1995.

Se cree que el diseño de la bandera, usada entre 1991 y 1995, fue creado por Klaudzi Duzh-Dusheuski antes de 1917 y para su uso por la República Popular Bielorrusa (de marzo a diciembre de 1918). Esta bandera se conoce en bielorruso como Бел-чырвона-белы сьцяг (byel-chyrvona-byely s'tsyah, «bandera blanca-roja-blanca»). De hecho, el rojo y el blanco han sido colores utilizados tradicionalmente en la heráldica del Gran Ducado de Lituania y en la de la Confederación Polaco-Lituana; los colores se basan en los del escudo de armas (Pahonia) tradicional de las tierras bielorrusas, con un caballero de color blanco sobre un fondo rojo.
Hay otras muchas teorías que explican el origen de la bandera. Una de ellas hace alusión al nombre del país (Rusia Blanca). Otra –la explicación tradicional– es que en 1410, cuando las unidades armadas de Polonia y del Gran Ducado de Lituania derrotaron a los alemanes de la Orden Teutónica en la batalla de Grunwald, un bielorruso malherido se arrancó una venda ensangrentada y la izó como estandarte de la victoria; esta historia es similar a la explicación tradicional de los orígenes de la bandera de Austria y la de Letonia (ambas tienen la serie de colores rojo-blanco-rojo).
Durante la República Popular Bielorrusa (1918-1919) se utilizaron algunas variaciones de esta bandera. La de colores blanco-rojo-blanco todavía la usa el gobierno en el exilio de la República Popular. Entre los años 1919 y 1925, la enseña permaneció con los mismos colores, aunque se le añadieron unas franjas negras a la parte superior e inferior de la faja roja.
Entre 1921 y 1939, la bandera blanca-roja-blanca fue usada por el movimiento nacional bielorruso en Bielorrusia Occidental (parte de la Segunda República Polaca), tanto por organizaciones políticas –como la Unión Bielorussa de Campesinos y Trabajadores o la Democracia Cristiana Bielorrusa– como por organizaciones apolíticas –como la Sociedad Escolar Bielorussa–. La bandera también fue empleada por el batallón especial del país en el ejército de la República de Lituania. Tras la invasión soviética de Polonia de 1939, la bandera también fue prohibida en Bielorrusia Occidental por la administración soviética.
En 1941 la administración ocupacional nazi permitió de nuevo su uso; apareció en insignias de los voluntarios bielorrusos del Heer y las Waffen-SS y fue usada por la Rada Central Bielorrusa, el gobierno progermánico bielorruso entre 1943 y 1944. Tras el fin de la Segunda Guerra Mundial, la bandera fue utilizada por la diáspora bielorrusa en occidente y por pequeños grupos de resistencia antisoviética en la misma Bielorrusia. 
A finales de la década de 1980 la bandera fue usada de nuevo como un símbolo del nacionalismo romántico y de los cambios democráticos en el país. Tras una propuesta del Frente Popular Bielorruso, la bandera se convirtió en símbolo estatal de la Bielorrusia independiente desde 1991.

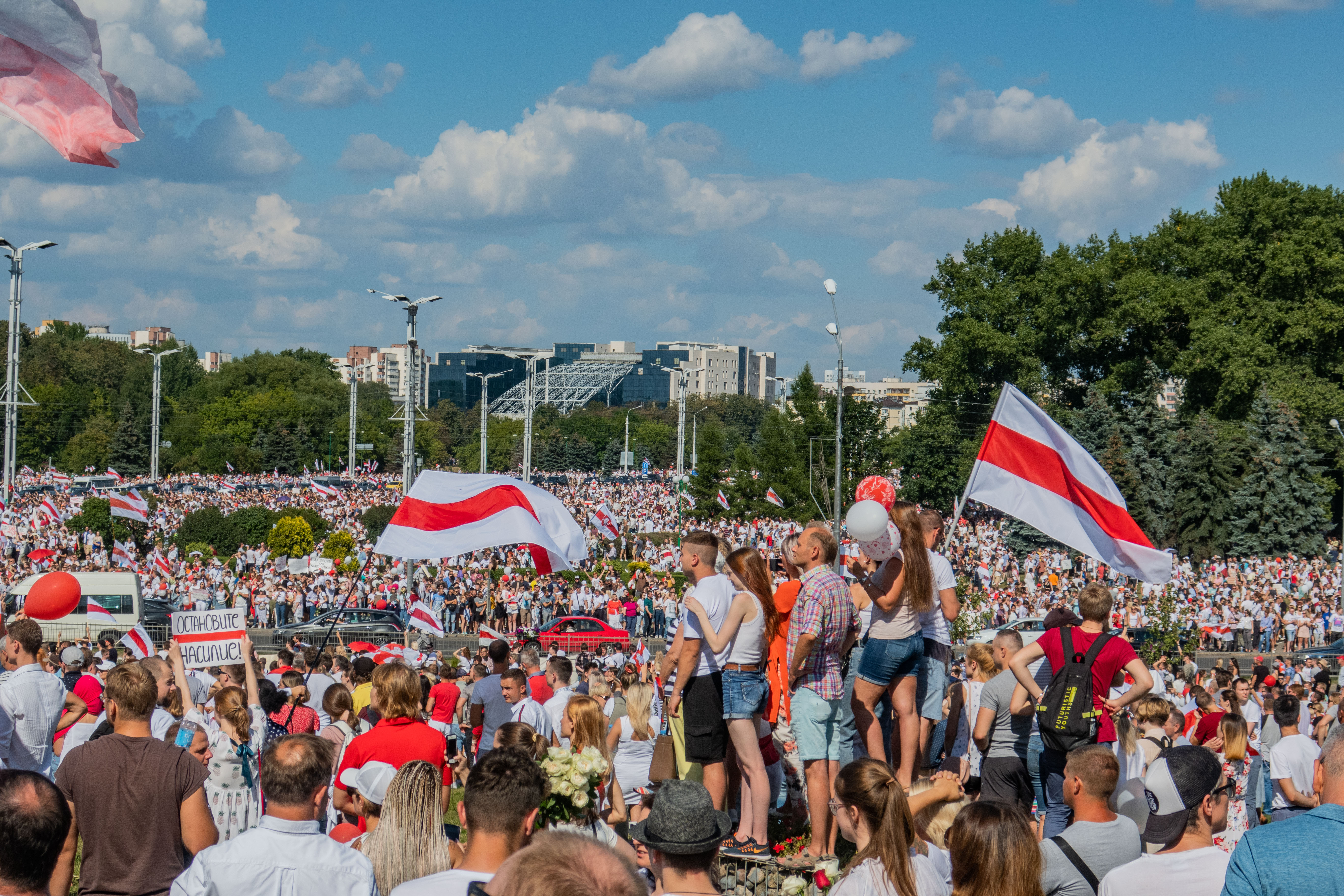
La antigua bandera nacional de Bielorrusia siendo usada por los opositores a Lukashenko durante las protestas de 2020.

Desde 1995, la bandera blanca-roja-blanca se usa como símbolo de la oposición al régimen de Aleksandr Lukashenko, principalmente en las protestas que siguieron a las elecciones presidenciales de 2006 y 2010 y en las manifestaciones conmemorativas del Día de la Libertad y en las marchas conmemorativas de Dziady. El uso de la bandera de manera pública no se encuentra prohibido pero es considerado por las autoridades un símbolo sin registrar, por lo que su muestra por activistas políticos o hinchas deportivos puede suponer el arresto y la confiscación de las banderas.

Bandera blanca-roja-blanca con el Pahonia en el centro.

A comienzos de 2010, el activista Siarhei Kavalenka fue arrestado por colocar la bandera en lo alto de un árbol de Navidad en la plaza central de Vítebsk. Los tribunales condenaron a Kavalenka a tres años de sentencia suspendida (impidiendo la reincidencia), por lo que tras ser detenido nuevamente Kavalenka, este protagonizó varias semanas de huelga de hambre. La misma, fue interrumpida mediante alimentación forzosa el 16 de enero de 2012.

### El referéndum de 1995

El diseño propuesto por el presidente Aleksandr Lukashenko para la bandera.

El referéndum celebrado para decidir sobre la adopción de los símbolos nacionales tuvo lugar el 14 de mayo de 1995. La adopción de la nueva bandera fue aprobada con una mayoría de tres contra uno (75,1% contra el 24,9%) con una participación del 64,7%. Las otras tres cuestiones también fueron aprobadas. La forma en que se llevó a cabo el referéndum y la legalidad de preguntar sobre los símbolos nacionales en el mismo fueron muy criticadas por la oposición. El 48,6% del electorado aprobó el nuevo escudo nacional. 
El presidente Lukashenko ya había intentado celebrar un referéndum similar dos años antes, en 1993, pero no consiguió el apoyo parlamentario necesario. Dos meses antes del referéndum de mayo de 1995, Lukashenko propuso un diseño para la bandera que consistía en dos franjas pequeñas de color verde y una más ancha de color rojo. Poco después, aparecieron nuevos diseños que se incorporaron a las opciones presentes en la votación del referéndum de 1995.

## Otras banderas relacionadas

Estandarte presidencial.

Desde la introducción de la bandera de 1995 otras muchas banderas adoptadas por agencias o cuerpos del gobierno se han basado en ella.
El estandarte presidencial, en uso desde 1997, fue adoptado por un decreto denominado "En relación al estandarte del Presidente de la República de Bielorrusia". Su diseño es una copia exacta de la bandera nacional con la adición del escudo bielorruso en oro y rojo. Su proporción de 5:6 –casi cuadrada– difiere de la de la enseña nacional. Se usa en edificios y vehículos para denotar la presencia del presidente.
En 2001, Lukashenko expidió un decreto que creaba una bandera para las Fuerzas Armadas de Bielorrusia. La bandera, con una proporción de 1:1,7, tiene el patrón ornamental nacional a lo largo del lado del asta de la bandera. En la parte frontal se encuentra el escudo bielorruso, con las palabras УЗБРОЕНЫЯ СІЛЫ ("Fuerzas Armadas") arqueadas encima, y РЭСПУБЛІКІ БЕЛАРУСЬ ("de la República de Belarús") escrito abajo; el texto de ambos es en oro. En el revés de la bandera, el centro contiene el símbolo de las fuerzas armadas (una estrella roja rodeada por una corona de roble y laurel). Por encima del escudo está el lema ЗА НАШУ РАДЗІМУ ("Por nuestra patria"), y por debajo el nombre completo de la unidad militar.